# Ева Асдераки
Ева Асдераки е гръцка тенис съдиийка.
Тя е измежду малкото жени, притежаващи златен сертификат от Международната тенис федерация - заедно с Мариана Алвеш и Алисън Ланг. Била е съдия и на 4-те турнира от Големия шлем, както и на други големи състезания като Купа Дейвис, Купата на Кремъл и други. Тя реферира и на Олимпиадата в Пекин.
Сред най-скандалните мачове, ръководени от Асдераки, е финалът на Ю Ес Оупън 2011 между Серина Уилямс и Саманта Стосър. Гъркинята прибягва до правилото за възпрепятстване на състезател, след като по време на разиграване Уилямс надава радостен вик, още преди Стосър да направи опит да върне удара. Това довежда до загубен сервис гейм още в началото на втория сет. Американката оспорва решението и отправя обиди към Асдераки, като „загубенячка“, „хейтър“ и „непривлекателна вътрешно“. По време на паузите между геймовете Серина продължава да упреква Асдераки, а след края на финалния мач, който тя губи, отказва да стисне ръката на съдийката. След разглеждане на случая Уилямс е глобена само с 2000 долара и не получава забрана да участва в следващото издание на турнира.